# 西植田村
西植田村（にしうえたむら）は、香川県木田郡にあった村。現在の高松市西植田町と池田町にあたる。

## 人口
| \| 1920年（大正9年） \| 4,097人 \| \| \| 1925年（大正14年） \| 3,982人 \| \| \| 1930年（昭和5年） \| 4,121人 \| \| \| 1935年（昭和10年） \| 4,011人 \| \| \| 1940年（昭和15年） \| 4,048人 \| \| \| 1947年（昭和22年） \| 5,198人 \| \| \| 1950年（昭和25年） \| 5,159人 \| \| |         |  |
| 総務省統計局 / 国勢調査（1950年） |         |  |
| 1920年（大正9年） | 4,097人 |  |
| 1925年（大正14年） | 3,982人 |  |
| 1930年（昭和5年） | 4,121人 |  |
| 1935年（昭和10年） | 4,011人 |  |
| 1940年（昭和15年） | 4,048人 |  |
| 1947年（昭和22年） | 5,198人 |  |
| 1950年（昭和25年） | 5,159人 |  |

## 歴史
- 1890年2月15日 - 町村制施行に伴い、山田郡西植田村・池田村（いけだむら）が合併し、西植田村が発足。
- 1899年4月1日 - 山田郡が三木郡と合併し、木田郡となる。
- 1955年4月1日 - 川島町・十河村・東植田村と合併し、山田町が発足。同日付で西植田村を廃止。